# 福代斯鎮區 (阿肯色州達拉斯縣)
福代斯鎮區（英語：Fordyce Township）是位於美國阿肯色州達拉斯縣的一個行政鎮區。

## 地方資料
福代斯鎮區的面積為81.57平方千米，當中陸地面積為81.49平方千米，而水域面積為0.08平方千米。根據2010年美國人口普查的數據，當地共有人口4597人，而人口密度為每平方千米56.36人。